# Чан Е
Чан Е ([ˈtʃɑːŋ.ə] CHAHNG-ə; кит.: 嫦娥; піньїнь: Cháng'é), спочатку відомий як Heng'e (姮娥; Héng'é), — богиня Місяця і дружина Хоу Ї, великого лучника. Відома своєю красою, Чан'е також відома тим, що піднялася на Місяць зі своїм вихованцем Ю Ту, місячним кроликом, і жила в Місячному палаці (廣寒宮). Вона є однією з головних богинь китайської міфології, китайської народної релігії, китайського буддизму, конфуціанства і даосизму. У наш час Чан'е є тезкою Китайської програми дослідження Місяця.

## Інтернет-ресурси
- Вікісховище має мультимедійні дані за темою: Чан Е